# Френч, Джим
Джим Френч (англ. Jim French), также известный под прозвищами «Большой Джим» (Big Jim) и «Француз» (Frenchy), — американский ковбой и ганфайтер, боец окружного отряда «Регуляторы» (Regulators), сформированного во время Войны в округе Линкольн. Участвовал в основных вооружённых столкновениях этого конфликта, включая нападение на шерифа Уильяма Брейди и Пятидневную битву. После окончания войны некоторое время являлся членом банды Билли Кида.
Большой Джим — наиболее загадочная фигура Войны в округе Линкольн; после окончания конфликта его следы затерялись на Индейской территории (современная Оклахома). Подтверждённых фотографий Большого Джима Френча также не существует.

## Ранние годы
Из всех «Регуляторов» о Джиме Френче известно меньше всего, из сохранившихся описаний ясно лишь, что он был очень высоким, крупным и сильным мужчиной. Нет информации, где он родился и из какой семьи происходил. О его происхождении говорили, что он был наполовину индейцем, но исследователи расходятся во мнении относительно того, к какому племени он принадлежал: чероки, навахо или чокто.
Одно архивное судебное дело могло бы установить возможную причину присутствия Френча на Территории Нью-Мексико во время Войны в округе Линкольн. В 1875 году на Индейской территории был выдан федеральный ордер на арест за кражу лошади на имя Оливера Френча. В этом же ордере упоминался «ещё один Френч», вероятно, брат Оливера (возможно, Большой Джим). Ордер так и не был вручён, но само по себе его наличие, безусловно, могло быть достаточной причиной для того, чтобы разыскиваемые покинули Индейскую Территорию. Однако достоверно не установлено, что речь в ордере шла о том самом Джиме Френче.

## Война в округе Линкольн
Война в округе Линкольн стала следствием соперничества между компанией «Мёрфи и Долан» и английским предпринимателем Джоном Генри Танстеллом за экономическое влияние на Территории Нью-Мексико. Фактически округ на тот момент контролировался Лоренсом Мёрфи и Джеймсом Доланом: они владели там единственным магазином и скупали краденый скот; кроме того, их фирма имела сильных покровителей в лице губернатора и генерального прокурора Территории Нью-Мексико. Танстелл и его адвокат Александр Максуин были противниками их альянса. Джон Танстелл, опасаясь нападения конкурентов, нанял для охраны своего скота людей, в число которых, помимо прочих, входил и Билли Кид. Компания Мёрфи и Долана наняла в качестве боевиков банду Джесси Эванса и отряд фермеров, известный как «Воины семи рек». Кроме того, Джеймс Долан подкупил представителей закона, в частности, шерифа Уильяма Брейди. Фракции были разделены по этническому и религиозному признаку: люди Мёрфи были в основном католиками-ирландцами, а Танстелл и его союзники — английскими протестантами.
Убийство Танстелла бандой Эванса, подосланной шерифом Брейди, произошедшее 18 февраля 1878 года, развязало вооружённое противостояние между двумя фракциями, которое вошло в историю, как Война в округе Линкольн, и стало самым кровавым гражданским конфликтом на Диком Западе. После этого преступления ковбои Танстелла объединились в окружной отряд «Регуляторы», для того чтобы отомстить убийцам. Юридически группа была создана как помощники мирового судьи Уилсона. Основными бойцами отряда были Дик Брюэр, Билли Кид, Док Скарлок, Чарли Боудри, Хосе Чавес-и-Чавес, «Грязный Стив» Стивенс, Джон Миддлтон, Фрэнк Макнаб, Генри Ньютон Браун, Том О’Фолльярд, а также кузены Джордж и Фрэнк Коу.
Фрэнк Коу, оставивший подробные воспоминания о Войне в округе Линкольн, говорил, что в 1870-х годах Френч был бродягой с Индейской территории, который получил временную работу у крупного скотовода Джона Чизума и после смерти Танстелла был послан Чизумом в помощь Максуину. Однако больше ни один из «Регуляторов» никогда не делал заявлений, объясняющих присутствие Френча в отряде. Предполагается, что он был просто привлечён наградой, которую Александр Максуин назначил за головы убийц Танстелла. Как бы там ни было, Джим Френч присоединился к «Регуляторам» в самом начале войны и принимал участие в основных боевых столкновениях, включая казнь членов банды Эванса Уильяма Мортона и Фрэнка Бейкера 8 или 9 марта 1878 года, а также убийство Уильяма Макклоски у Блэкуотер-Крик 9 марта 1878 года.
Френч участвовал в нападении на шерифа Брейди и четырёх его помощников 1 апреля 1878 года в Линкольне, в результате которого Брейди был убит на месте, получив около дюжины огнестрельных ранений, а заместитель шерифа Джордж У. Хиндман — смертельно ранен. Помимо этого, в перестрелке был ранен случайной пулей судья Уилсон. Во время боя Джим Френч и Билли Кид покинули укрытие и приблизились к телу Брейди, чтобы убедиться, что шериф мёртв. Помощник шерифа Билли Мэтьюз ранил обоих одной пулей, причём ранение Френча оказалось настолько серьёзным, что он не смог в тот день покинуть Линкольн, и Сэму Корбету, управляющему магазина Танстелла, пришлось некоторое время укрывать его в подвале своего дома.
Во время Битвы за Линкольн 15—19 июля 1878 года Джим Френч был одним из защитников дома Александра Максуина. Ему удалось выйти из окружения, не получив ранений.
После Битвы за Линкольн Френч некоторое время работал телохранителем вдовы Александра Максуина, Сьюзен, и, кроме того, был одним из членов банды Билли Кида, но осенью 1878 года Френч покинул Территорию Нью-Мексико, позже написав одному из друзей (предположительно, Сэму Корбету), что теперь он обосновался на Индейской Территории, недалеко от Кеоты.

Друг Сэм!
Я не получил свой последний платёж перед отъездом из Линкольна, 5 долларов. Пожалуйста, возьми его у миссис Максуин и пришли мне. Старая Бидди ненавидит расставаться с деньгами, но она должна заплатить после всего, что мы для неё сделали. Помнишь ту ночь, когда мы сторожили возле её дома, и кот прошёл тебе по груди и разбудил тебя, а ты издал крик, который был слышен за милю, и разбудил миссис Мак в доме и напугал её так, что она подумала, что это мальчики Джима Долана пришли, чтобы убить её, на этот раз наверняка?
Когда напишешь мне, можешь отослать письмо мистеру Кокрану, Кеота, И.Т.
Твой друг Джим Френч.Оригинальный текст (англ.)"Friend Sam,
I did not get my last pay before I left Lincoln, $5. please get it from Mrs. McSween and send it to me the old Biddy hates to part with money but she ought to pay up after all we done for her. Do you remember the night we was garding outside her house and the Pole cat walked across your chest and wakened you up and you let out a yell you could hear a mile away and wakened Mrs Mac in the house and scared her so she thought Jim Dolans boys had come to Kill her sure enough.
When you write to me you can send the letter to Mr. Cochran, Gen. Del. Keota I.T.
Your friend,
Jim French"— 

## После войны
Дальнейшая судьба Джима Френча остаётся такой же загадкой, как и его происхождение. Ходили слухи, что Френч был убит в округе Линкольн в ссоре из-за украденного скота 21 июня 1879 года; капитан армии США Дж. А. Пурингтон включил этот слух в свой полевой отчёт. По другим слухам, Джим переехал жить в Южную Америку, но это представляется маловероятным. Какой-то Джим Френч разыскивался по обвинению в совершении уголовного преступления в округе Грейсон, штат Техас, в 1886 году. Человек по имени Джим Френч был убит 6 февраля 1895 года при попытке ограбить магазин в Катусе, штат Оклахома, но нет никаких доказательств, что это был тот самый Большой Джим. Фрэнк Коу, один из немногих «Регуляторов», доживших до старости, заявил в 1927 году, что Френч был застрелен в Оклахоме «около трёх лет назад», однако подтверждений этому найти не удалось.
В 1893 году, когда правительство США решило положить конец племенному правлению, была создана Комиссия Дауэса, в задачи которой входила идентификация по крови всех индейцев, чтобы земли и ресурсы Индейской Территории могли быть распределены между членами племён. Движимые мыслью о бесплатной земле, практически все индейцы, проживавшие в резервациях, прошли регистрацию. Записи, созданные Комиссией, сохранились и легко доступны. Из них, в частности, следует, что в 1896 году старейшая женщина из клана Френч, Люсинда Френч, пыталась записаться в члены племени чокто на том основании, что «всегда жила среди народа чокто». При регистрации она указала сына Джеймса Френча, родившегося в 1851 году, то есть примерно за 27 лет до начала Войны в округе Линкольн. Учитывая средний возраст «Регуляторов», вполне возможно, что речь идёт о том самом Джиме Френче, который впоследствии стал членом окружного отряда. В документе также были указаны имена и возраст братьев (среди которых был некий Уильям Оливер Френч) и сестёр Джеймса; кроме того, были указаны имя первой супруги Джеймса Френча и имена и возраст четырёх детей и одного внука. Один из детей был намного старше остальных, 1873 года рождения. Остальные родились в 1887, 1892 и 1894 годах. Это несоответствие позволяет предположить, что около 1886 года Френч повторно женился, вернувшись домой после долгого отсутствия. Прямой потомок старшей дочери этого Джеймса Френча указал, что первая жена Джеймса умерла примерно в то время, когда Большой Джим появился в округе Линкольн, и что их первый ребёнок был передан на усыновление семье в округе Дентон, штат Техас. Семья Френчей по крови считалась смесью белых, чокто и чероки. Кроме того, в записях судьи Федерального окружного суда Западного Арканзаса Айзека К. Паркера, относящихся к описываемому периоду, было идентифицировано около 20 случаев преступлений, совершённых членами семьи Люсинды Френч, что свидетельствует о том, что Большой Джим мог быть всего лишь одним из членов семьи бандитов с Индейской территории. Два случая, связанные с этой семьёй, указывают конкретное местонахождение их дома с 1887 по 1896 год в пределах четырёх миль от современной Кеоты, что впервые устанавливает поддерживающую связь с конкретным Джимом Френчем и сообществом Кеота. Однако утверждать с достоверностью, что в данном случае речь идёт об одном и том же человеке, нельзя.

## Образ в кино
- В фильме 1990 года «Молодые стрелки 2» образ Джима Френча объединён с образом другого «Регулятора», Генри Ньютона Брауна. Этот персонаж в исполнении актёра Алана Дугласа Рака получил довольно неуклюжий французский акцент и составное имя Хендри Уильям Френч (Hendry William French)[17].